# Auvers-Saint-Georges
Auvers-Saint-Georges – miejscowość i gmina we Francji, w regionie Île-de-France, w departamencie Essonne.
Według danych na rok 1990 gminę zamieszkiwały 992 osoby, a gęstość zaludnienia wynosiła 76 osób/km² (wśród 1287 gmin regionu Île-de-France Auvers-Saint-Georges plasuje się na 633. miejscu pod względem liczby ludności, natomiast pod względem powierzchni na miejscu 236.).